# 矮大黄
矮大黄（学名：Rheum nanum）为蓼科大黄属下的一个种。

## 扩展阅读
維基物種上的相關：矮大黄